# 鹿山街道 (嵊州市)
鹿山街道是中国浙江省嵊州市下辖的一个街道，位于嵊州城区西部。西北临崇仁镇，北邻剡湖街道，东邻三江街道，南邻甘霖镇。鹿山街道辖境面积约50平方千米，人口5.4万人。

## 行政区划
鹿山街道下辖3个社区、24个行政村：
东南社区、捣臼爿社区、高版社区、雅良村、雅致村、方田山村、江东村、中央宅村、小砩村、下马村、马家村、钱塘村、东大湾村、白沙地村、两湾新村、浦桥村、新大洋村、双燕村、南田村、三联村、李西村、新板头村、江夏村、新市村、上任村、中碧溪村和上碧溪村。